# Илия Плавев
Илия Плавев е социалистически и комунистически деец.

## Биография
Роден е през 1867 година в град Велес. Работи в София, където се включва в социалистическото движение. През 1902 година се връща във Велес, а от 1905 се установява в Скопие. Там става член на социалистическа група. По време на Хуриета влиза в Народната федеративна партия (българска секция). По-късно влиза в ЮКП като касиер на местния комитет в Скопие.  След забраната на ЮКП през 1920 година се премества в Белград, където умира през 1940 година.